# غرايفورون
غرايفورون (بالروسية: Грайворон) هي إحدى مدن روسيا في الكيان الفدرالي الروسي بيلغورود أوبلاست.

## أعلام
- فلاديمير شوخوف